# AFA Cinemas
A AFA Cinemas é uma empresa privada brasileira, que atua no ramo da exibição cinematográfica, sediada na cidade de Vitória. Atua em quatorze cidades de três unidades da federação localizadas na região sudeste. Seu parque exibidor é composto por quatorze complexos e 34 salas, média de 2,43 salas por complexo.
É a a maior empresa exibidora do interior do estado do Espírito Santo, onde estão localizadas a maioria de suas salas, sendo que suas 5 595 poltronas perfazem uma média de 164,56 assentos por sala.

## História

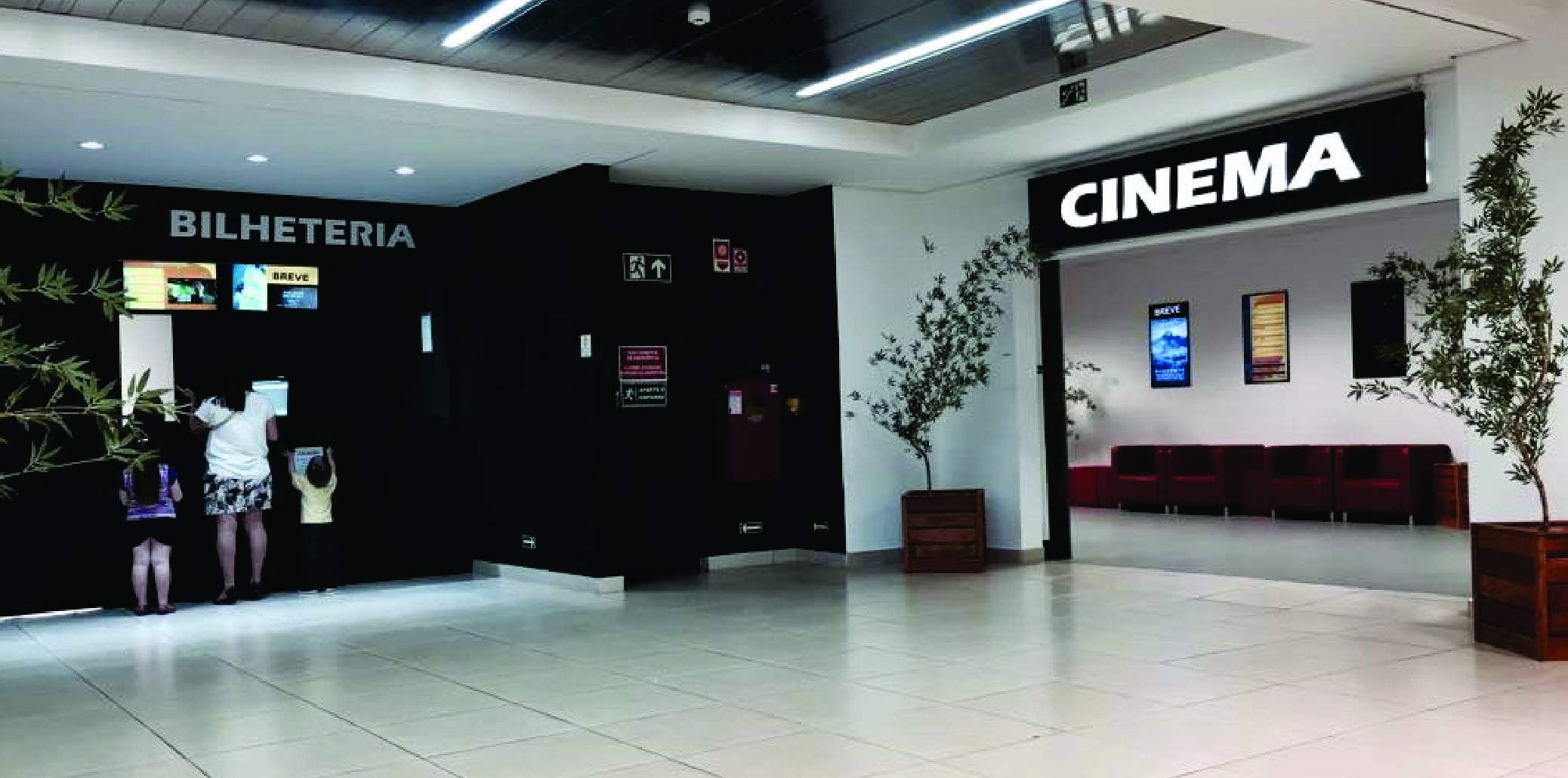
Boituva Cine Park - bilheteria e área externa

A história da empresa começa em 1995, quando foi estabelecida pelo empreendedor paulista Alexandre Canteruccio. Filho e neto de exibidores, começou a careira profissional como auxiliar técnico na manutenção de projetores, até o dia em que resolveu estabelecer seu próprio negócio no ramo da exibição, tendo como sócios Fernando de Oliveira Costa e Adalberto Gomes de Almeida. Dois anos depois, adquiriu a parte dos sócios e iniciou o processo de expansão da empresa, tornado-a no maior exibidor do Estado do Espírito Santo. A partir de 2001, os negócios se expandiram para o Estado de São Paulo, com a abertura de complexos nas cidades Cosmópolis (Cine Cosmópolis Plaza), Caraguatatuba (Cine Caraguá), São Sebastião (Cine Villa Mares) e Ubatuba (Cine Porto).
Uma característica é utilizar a marca Cine Ritz em alguns dos seus cinemas. Alguns desses complexos são associados, onde a AFA Cinemas fornecia a programação sem que a mesma seja proprietária, como o Cine Sumaré, localizado na cidade do mesmo nome, cujas atividades foram encerradas em agosto de 2016.  Eventualmente, alguns complexos deixam a sociedade com a empresa e passam a atuar como exibidores independentes, como o Cavalieri Orlandi, a cidade de Socorro.

## Modernização
Com relação à digitalização (processo de substituição dos projetores de película 35mm por equipamentos digitais), a empresa alcançou 83% no primeiro trimestre de 2015, de acordo com relatório de acompanhamento de mercado da ANCINE. Nesse mesmo período, de acordo com essa agência governamental, alcançou o 20.º lugar entre os maiores exibidores brasileiros por número de salas.
O atual responsável pela empresa é Vanderlei Aparecido Pinto (sócio-programador). Um de seus diretores, Flávio Cintra Canteruccio, integra o Conselho da Associação dos Exibidores Brasileiros de Cinema de Pequeno e Médio Porte (AEXIB).

## Público
Abaixo a tabela de público e sua evolução de 2008 até 2019, considerando o somatório de todas as suas salas a cada ano. A variação mencionada se refere à comparação com os números do ano imediatamente anterior. Os dados foram extraídos do banco de dados Box Office do portal de cinema Filme B, à exceção dos números de 2014 e 2015, que se originam do Data Base Brasil. Já os dados a partir de 2016 procedem do Relatório "Informe Anual Distribuição em Salas Detalhado", do Observatório Brasileiro do Cinema e do Audiovisual (OCA) da ANCINE.
Como é possível verificar, a rede acumulou uma perda de 56,04% do seu público no período entre 2011 (ano de maior alta) e 2017 (ano de maior baixa). Em 2018, mesmo com a forte retração do mercado - o país sofreu uma queda na venda de bilhetes na ordem de 12,6% com relação à 2017 - a rede viu sua frequência crescer em 34,45%, um caso raro os exibidores brasileiros.
| Ano  | Público total | Ranking no país | Market Share | Variação |
| ---- | ------------- | --------------- | ------------ | -------- |
| 2008 | 794 896       | 19º             | 0,93%        | ano-base |
| 2009 | 851 204       | 23º             | 0,75%        | 7,08%    |
| 2010 | 904 591       | 22º             | 0,67%        | 6,27%    |
| 2011 | 943 759       | 23º             | 0,67%        | 4,33%    |
| 2012 | 697 184       | 24º             | 0,47%        | 26,13%   |
| 2013 | 574 964       | 27º             | 0,38%        | 17,53%   |
| 2014 | 548 900       | 29º             | 0,35%        | 7,84%    |
| 2015 | 620 017       | 26º             | 0,39%        | 25,98%   |
| 2016 | 582 251       | 29º             | 0,32%        | 25,46%   |
| 2017 | 397 633       | 32º             | 0,22%        | 31,71%   |
| 2018 | 534 620       | 29º             | 0,33%        | 34,45%   |
| 2019 | 655 768       | 30º             | 0,33%        | 22,66%   |